# Ензимно-свързан имуносорбентен анализ
Ензимно-свързаният имуносорбентен анализ (на английски: Enzyme-linked immunosorbent assay, съкратено ELISA) е диагностичен и аналитичен метод в медицината, биохимията и контрола на качеството в различни индустрии. Методът е основан на базовата концепция в имунологията - реакцията между антиген и антитяло, която е високоспецифична и позволява да се установят много малки количества антигени (протеини, пептиди, хормони) или антитела в течни проби.

## История
Ензимният имуноанализ (на английски: Enzyme immunoassay, EIA) и ELISA произлизат от радиоимунния анализ (на английски: Radioimmunoassay, RIA). Той е открит от Berson and Yalow през 1960 г., за което Yalow получава Нобелова награда през 1977 г. Тогава радиоимунният анализ се развива като техника за установяване и измерване на биомолекули, които присъстват в изследваната проба, в много малки количества. Радиоимунният анализ, обаче изисква използването на радиоактивни изотопи на различни химични елементи. Поради съображения за безопасност, той постепенно се заменя с ензимни методи, чието развитие води до широко разпространените и добре познатите ни днес имуноензимни (EIA) и ензимно-свързани имуносорбентни анализи (ELISA).